# Саляно Мика
Саля̀но Мѝка (на италиански: Sagliano Micca; на пиемонтски: Sajan, Саян) е село и община в Северна Италия, провинция Биела, регион Пиемонт. Разположено е на 589 m надморска височина. Населението на общината е 1679 души (към 2010 г.).